# Caloplaca luteominia
Caloplaca luteominia är en lavart som först beskrevs av Edward Tuckerman, och fick sitt nu gällande namn av Alexander Zahlbruckner. Caloplaca luteominia ingår i släktet orangelavar och familjen Teloschistaceae.  Utöver nominatformen finns också underarten bolanderi.